# Sterictiphora geminata
Sterictiphora geminata is een vliesvleugelig insect uit de familie van de Argidae. De wetenschappelijke naam van de soort is voor het eerst geldig gepubliceerd in 1790 door Gmelin.